# Mammillaria dixanthocentron
Mammillaria dixanthocentron — кактус из рода Маммиллярия. Название вида составлено из лат. di — обозначает удвоенное количество, греч. ζανθος — бледно-жёлтый и κεντρο — центр.

## Описание
Стебель столбчатый, колоннообразный, высотой до 30 см, около 8 см в диаметре. В пазухах и в ареолах находится нежная густая вата или серые, вьющиеся волоски.
Радиальные колючки тонкие, белые; они растут из ареол по кругу, их обычно около 20. Центральных колючек 2—5; у них жёлтая окраска с тёмным концами, также встречаются центральные колючки с красным цветом. Одна верхняя колючка длиной до 5 мм, другие, которые расположены ниже её, имеют длину до 15 мм.
Цветок маленький, от светло-красного до пурпурно-красного оттенка с розоватыми краями, 15 мм длиной. Оранжевый или жёлтый в нижней части плод имеет цилиндрическую форму, размером около 15 мм в длину. Семена коричневые.

## Распространение
Данный вид произрастает в Томелин-Каньон в мексиканском штате Оахака (Oaxaca), в предгорьях на высоте от 600 до 2000 метров над уровнем моря.

## Синонимы
Mammillaria dixsanthocentron var. rubrispina